# 蒙沙南
蒙沙南（法語：Montchanin，法語發音：[mɔ̃ʃanɛ̃]）是法国索恩-卢瓦尔省的一个市镇，属于欧坦区。

## 地理
蒙沙南（46°44'53"N, 4°28'8"E）面积7.82 平方千米，位于法国勃艮第-弗朗什-孔泰大區索恩-卢瓦尔省，该省份为法国中部省份，北起顺时针与科多尔省、汝拉省、安省、罗讷省、卢瓦尔省、阿列省和涅夫勒省接壤。
与蒙沙南接壤的市镇（或旧市镇、城区）包括：托尔西、埃屈斯、圣厄塞布、圣洛朗当德奈。

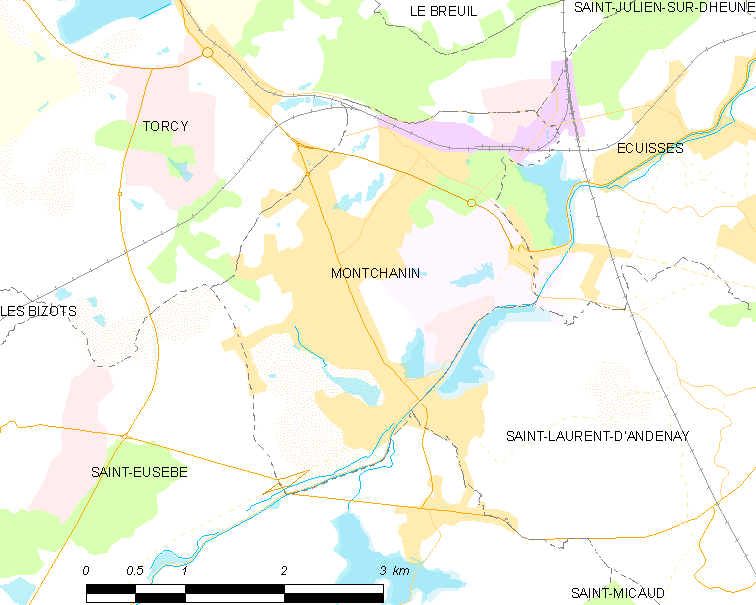
蒙沙南的OSM定位图

蒙沙南的时区为UTC+01:00、UTC+02:00（夏令时）。

## 行政
蒙沙南的邮政编码为71210，INSEE市镇编码为71310。

## 政治
蒙沙南所属的省级选区为布朗济县。

## 人口

1962-2008年间蒙沙南人口变化图示

蒙沙南于2022年1月1日时的人口数量为4982人。